# Estelin
Der Estelin, auch Etelin, Eterlin, Esterlin, war ein französisches Gold- und Silbergewicht. Goldschmiede rechneten mit dem Maß als dem zehnten Teil des Lots. 20 Estelin entsprachen auch einer Unze. Das Maß war auch in vielen Bereichen der Schweiz und den Niederlanden verbreitet, war aber leicht abweichend.
- 1 Estelin = 2 Mailles = 4 Felins = 1,5255 Gramm[3] (= 2 Gramm)[4]
- 1 Felin = 0,38342 Gramm